# 폴 링케
폴 링크(Paul Linke, 영어 발음: /lɪŋk/, 1948년 5월 6일 ~ )는 미국의 배우이다.
뉴욕에서 태어났다.

## 출연 작품
- 폴른 엔젤 (2006년)
- 즐거운 생활 방식 (2006년)
- 케이 팩스 (2001년)
- 저징 에이미 (1999년)
- 스마트 하우스 (1999년)
- 킬링 미스터 그리핀 (1997년) - 코치 역
- 어둠 속의 그림자 (1995년)
- 헐리웃 마담 (1994년)
- 흔들리는 영혼 (1994년)
- 피어 인사이드 (1992년)
- 대화재 (1991년)
- 우리 아빠 야호 (1989년)
- 유쾌한 농장 (1988년)
- KGB 비밀 전쟁 (1986년)
- 지옥의 모텔 (1980년)
- 대단한 차도둑 (1977년)
- 세계에서 가장 힘센 남자 (1975년)
- 미녀 갱단 빅 배드 마마 (1974년)
- 더 베이비 메이커 (1970년) - 샘 역

### 텔레비전
- 사선을 넘어 - TV 시리즈 (1989년)
- 기동순찰대 (1977년)